# マイケル・ヒックス・ビーチ (初代セント・アルドウィン伯爵)
初代セント・アルドウィン伯爵マイケル・エドワード・ヒックス・ビーチ（英: Michael Edward Hicks Beach, 1st Earl St Aldwyn, PC, PC (Ire)、1837年10月23日 - 1916年4月30日)は、イギリスの政治家、貴族。
ヴィクトリア朝後期の保守党政権で閣僚職を歴任した。

## 経歴
1837年10月23日にロンドンのセント・ジョージ・ハノーヴァー・スクウェアに生まれる。父はサー・マイケル・ヒックス・ビーチ准男爵、母はその夫人ハリエッタだった。
イートン校を経てオックスフォード大学クライスト・チャーチへ進学した。
1864年から1885年にかけてイースト・グロスターシャー選挙区、ついで1885年から叙爵される1906年までブリストル・ウェスト選挙区から選出されて庶民院議員を務めた。
保守党に所属し、第二次ディズレーリ内閣でははじめアイルランド担当大臣として入閣したが、1878年には露土戦争の対応をめぐってディズレーリの親トルコ方針に反対して辞職した親露派閣僚カーナーヴォン伯爵の代わりに植民地大臣に就任した。ヒックス・ビーチは徹底した反ロシア派であった。ヒックス・ビーチは南アフリカ情勢にほとんど関心がなく、また電信技術の不十分さもあって、英領ナタール行政府高等弁務官サー・ヘンリー・バートル・フレアとの意思疎通がうまくいっていなかった。フレアが再三にわたって求めた対ズールー族強硬策には反対し続けたが、結局フレアは本国に独断でズールー戦争を開始してズールー族を征服している。
1885年から1886年の第一次ソールズベリー侯爵内閣には財務大臣・庶民院院内総務として入閣。彼が庶民院院内総務になったのはそれまでの保守党庶民院院内総務だったサー・スタッフォード・ノースコート准男爵が政権交代とともにイデスリー伯爵位を与えられて貴族院へ移籍したためである。保守党全党党首ソールズベリー侯爵からその後任に指名されたのだった。
1886年から1892年の第二次ソールズベリー侯爵内閣にはアイルランド担当大臣や通商大臣として入閣した。
1895年から1902年にかけての第三次ソールズベリー侯爵内閣には財務大臣として入閣する。19世紀末、中国分割をめぐってロシア帝国が満洲・北中国に支配権を確立し、自国の独占市場（勢力圏）とするようになると、ヒックス・ビーチは門戸開放を積極的に訴えることでロシア帝国主義の抑止を図った。1898年1月には「イギリス政府はどのような犠牲を払っても、より端的に言えば、もし必要とあれば戦争をしてでも門戸は閉鎖されてはならないと固く決心している」と演説した。
1902年に終結した第二次ボーア戦争は予想外に膨大な戦費が必要になり、これに対応すべくヒックス・ビーチは1902年6月に可決させた予算で所得税の増税、印紙税の導入、そして多少の額の輸入穀物関税の導入を行った。輸入穀物関税はパンの値上がりにつながるとして国民からの評判が悪く、保守党内からも労働者票の離反につながると反対の声もあがっていたが、それに対してヒックス・ビーチは「砂糖や煙草に課税する方が貧困者にとって重い負担であり、この程度の穀物関税ならパンの価格は高騰しない」と反論していた。ソールズベリー侯爵が1902年7月に首相職を辞して政界の第一線を退くと、ヒックス・ビーチもそれを機に政界の第一線から退き、財務大臣を辞した。
その後、保守党政権はヒックス・ビーチの残した穀物関税をめぐって、植民地大臣ジョゼフ・チェンバレンら関税改革派（保護貿易派）と財務大臣チャールズ・リッチーら自由貿易維持派に分裂していく。ヒックス・ビーチは退任後には自由貿易維持派として行動し、デヴォンシャー公爵を総裁とした「統一党無関税食糧連盟（Unionist Free Food League）」の結成に携わった。
1906年にセント・アルドウィン子爵に叙せられて貴族院へ移籍。さらに1915年にはセント・アルドウィン伯爵とケニントン子爵に叙せられた。
1916年4月30日にロンドンで死去。78歳だった。

## 人物
国教会と地主の代弁者で徹底した保守主義者だった。
口が悪く、辛辣で知られ、「ブラック・マイケル」の異名を取った。

## 家族
1874年にルーシー・フォーテスキュー（第3代フォーテスキュー伯爵の娘）と結婚し、彼女との間に以下の4子を儲ける。
- 長女エリナー・ルーシー嬢（英語版）（1875年-1960年）
- 長男ケニントン子爵マイケル（1877年-1916年）：第一次世界大戦中エジプトで戦死。遺児マイケル（英語版）が爵位を継承する。
- 次女スーザン嬢（1878年-？）
- 三女ヴィクトリア嬢（1879年-？）